# スタンフォード監獄実験
スタンフォード監獄実験（スタンフォードかんごくじっけん、英語: Stanford prison experiment）とは、アメリカ合衆国のスタンフォード大学で行われた、心理学の実験である。心理学研究史の観点からは、ミルグラム実験（アイヒマン実験）のバリエーションとも考えられている。

## 概要
1971年8月14日から8月20日まで、アメリカ・スタンフォード大学心理学部で、心理学者フィリップ・ジンバルドー (Philip Zimbardo) の指導の下に、刑務所を舞台にして、普通の人が特殊な肩書きや地位を与えられると、その役割に合わせて行動してしまうことを証明しようとした実験が行われた。模型の刑務所（実験監獄）はスタンフォード大学地下実験室を改造したもので、実験期間は2週間の予定だった。
新聞広告などで集めた普通の大学生などの70人から選ばれた心身ともに健康な21人の被験者の内、11人を看守役に、10人を受刑者役にグループ分けし、それぞれの役割を実際の刑務所に近い設備を作って演じさせた。その結果、時間が経つに連れ、看守役の被験者はより看守らしく、受刑者役の被験者はより受刑者らしい行動をとるようになるということが証明された、とジンバルドーは主張した。
近年、スタンフォード大学より公開された実験の録音テープにより、「刑務所長役」から「看守役」へ積極的な指示・指導が為されていたとの指摘がなされ、実験結果そのものの信頼性が問われる事態となっている。また、被験者の一人が発狂した振りをしたことを認めた。

## 実験

### 実験への準備
ジンバルドーは囚人達には屈辱感を与え、囚人役をよりリアルに演じてもらうため、パトカーを用いて逮捕し、囚人役を指紋採取し、看守達の前で脱衣させ、シラミ駆除剤を彼らに散布した。背中と胸に黒色でそれぞれのID番号が記された白色の女性用の上っ張り、もしくはワンピースを下着なしで着用させ、頭には女性用のナイロンストッキングから作ったキャップ帽を被せた。そして歩行時に不快感を与えるため彼らの片足には常時南京錠が付いた金属製の鎖が巻かれた。更にトイレへ行くときは目隠しをさせ、看守役には表情が読まれないようサングラスを着用させたりした。囚人を午前2時に起床させ点呼をすることもあった。ただし、これらの服装や待遇などは、現在ほとんどの国の本物の刑務所では見受けられず、実際の囚人待遇より非人道的であり、囚人待遇の再現性は必ずしも高くはなかった。

### 実験の経過
次第に、看守役は誰かに指示されるわけでもなく、自ら囚人役に罰則を与え始める。反抗した囚人の主犯格は、独房へ見立てた倉庫へ監禁し、その囚人役のグループにはバケツへ排便するように強制させ、耐えかねた囚人役の一人は実験の中止を求めるが、ジンバルドーはリアリティを追求し「仮釈放の審査」を囚人役に受けさせ、そのまま実験は継続された。
精神を錯乱させた囚人役が、1人実験から離脱。さらに、精神的に追い詰められたもう1人の囚人役を、看守役は独房に見立てた倉庫へ移動させて、他の囚人役にその囚人に対しての非難を強制し、まもなく離脱。
離脱した囚人役が、仲間を連れて襲撃するという情報が入り、一度地下1階の実験室から5階へ移動されるが、実験中の囚人役のただの願望だったと判明。また、実験中に常時着用していた女性用の衣服のせいかは不明だが、実験の日数が経過するにつれ日常行動が徐々に女性らしい行動へ変化した囚人も数人いたという。

### 実験の中止
ジンバルドーは、実際の監獄でカウンセリングをしている牧師に、監獄実験の囚人役を診てもらい、監獄実験と実際の監獄を比較させた。牧師は、監獄へいれられた囚人の初期症状と全く同じで、実験にしてはできすぎていると非難。看守役は、囚人役にさらに屈辱感を与えるため、素手で便所掃除（実際にはトイレットペーパーの切れ端だけ）や靴磨きをさせ、ついには禁止されていた暴力が開始された。
ジンバルドーは、それを止めるどころか実験のリアリティに飲まれ実験を続行するが、牧師がこの危険な状況を家族へ連絡、家族達は弁護士を連れて中止を訴え協議の末、6日間で中止された。しかし看守役は「話が違う」と続行を希望したという。
後のジンバルドーの会見で、自分自身がその状況に飲まれてしまい、危険な状態であると認識できなかったと説明した。ジンバルドーは、実験終了から約10年間、それぞれの被験者をカウンセリングし続け、今は後遺症が残っている者はいない。

### 実験の結果
権力への服従
強い権力を与えられた人間と力を持たない人間が、狭い空間で常に一緒にいると、次第に理性の歯止めが利かなくなり、暴走してしまう。
非個人化
しかも、元々の性格とは関係なく、役割を与えられただけでそのような状態に陥ってしまう。

## 実験への疑義および新事実の判明
殺人未遂により17年間サン・クエンティン州立刑務所へ服役していた経験を買われ、本実験の監修で参加したカルロ・プレスコットという人物が、スタンフォード大学の学生新聞The Stanford Daily2005年4月28日号にOp Ed(特別記事)として寄稿し、本実験の映画化の話があること、実験開始の数か月前にバケツをトイレに使うことなどをジンバルドーらに提案したこと、看守役たちは単にジンバルドーらの指示に従って行動していたこと、現実の刑務所の環境改善につながればと考えて実験に参加したことなどを明かしている。2018年にジンバルドーはこの記事に対して、記事を執筆したのはプレスコット本人ではなく、マイケル・ラザルーという映画プロデューサーが、本実験の映画化権を狙っていたが叶わず、後にジンバルドーを批判するようになり、腹いせに行ったことであると反論している。
2018年、デジタル化された看守役たちの会話録音が議論を巻き起こした。刑務所長役として参加したデイヴィッド・ジャフィーが、看守役の1人に対して実験結果のためにもっと実験に参加しもっと荒々しくふるまうようにと伝えている部分が特に物議を醸した。ジンバルドーはこの議論にも反応し、看守役たちに指示したことについて本実験での看守役は現実と比べてマイルドであり、本物の看守や軍隊はもっと厳しく、職務怠慢は上司から呼び出されたり、降格または解雇の対象となる、と反論している。
2013年、ボストン・カレッジの教授で心理学者のピーター・グレイによって、本実験は要求特性であり、心理学の実験に参加した者は往々にして研究者が望むような行動をとりがちであることが指摘され、特にスタンフォード監獄実験は研究者らの持っていたステレオタイプ化された看守像が反映された、という批判が行われた。また、自ら執筆した初学者向けの心理学の教科書に本実験を含めなかったのは、本実験が科学的な厳密さに欠けるからであることを明らかにしている。
ジョン・ウェインというあだ名で呼ばれたデイヴ・エシェルマンという看守役は、自らが1967年公開の映画暴力脱獄に登場する看守をまねたことが他の看守役らの行動がエスカレートした原因であると主張している。ただ、あだ名に反して彼がまねていたのは映画内で暴力的な看守を演じていたストローザー・マーティンである。彼によれば「私の頭に浮かんだのは、これは偶然ではなかったということだ。これは計画されたことだ。私は明確な成案を心にもって、研究者たちが仕事をできるよう行動を強制し、事件が起こるよう強制し事に当たった。結局、ゴルフ場にいる人みたいに動き回っているだけの奴らから何が学べるのだろうか？そこで私は、高校や大学の演劇部が製作する劇のすべてに出演している人というキャラクターをでっち上げた。これには私はとてもなじみがあった。つまり、役を引き受けて舞台に立つようなものだと考えたわけだ。私はある種自分自身の実験をそこで行っていた。古い言い習わしにあるように、どれくらいこれらを極端に誇張できるか、やめろと言うまで人を酷使できるだろうかということである。しかしながら、他の看守役らは私を引き留めようとしなかった。それどころか私と同じことをしたいようだった。彼らは率先して行っていた。何人かの看守役がこんなことをすべきではないと言っていた。」と発言している。
ジンバルドーはこの発言にも反論し、エシェルマンの行動はただ与えられた役をこなしているとは言えない程であり、他の看守役たちの行動は実際の刑務所の看守と著しい相似があり、人間の本質について重要なことを我々に教えてくれると反論した。
2002年、クイーンズランド大学の教授で心理学者のアレックス・ハスラム、セントアンドルーズ大学の教授で社会心理学者のスティーヴ・ライヒャーの2人は、英国放送協会の後援を得て、本実験の再現としてBBC監獄実験を行い、その結果を2006年に公開した。結果はジンバルドーのそれとは異なっており権威主義的パーソナリティや非個人化といった点がみられず、暴政やストレス、リーダーシップを扱った学術雑誌上で論争を呼んだ。BBC監獄実験はイギリス国内では一般教育修了上級レベルの高等教育で行われる心理学で核となる研究として扱われている。ハスラムとライヒャーはまた、ジンバルドーの実験結果に対し更なる疑義を投げかけた。特に、人が盲目的に役にはまってしまうという考えや、悪の力学といったアイデアは決してありふれたものではないと結論付けている。

## 関連文献
- 岡本浩一『社会心理学ショートショート』（新曜社 「模擬監獄の人間模様―役割は人をこんなにも変える」という項でこの実験について概説している。）
- エーリヒ・フロム『破壊 上―人間性の解剖』作田啓一・佐野哲郎共訳、紀伊国屋書店、1975年（ジンバルドーから著者エーリヒ・フロムに渡されたレポートを記載。なおフロムは、本書において、この実験の実験方法とジンバルドーによる実験結果の解釈について批判を加え、この実験を一般化することに異議を唱えている）
- フィリップ・ジンバルドー『ルシファー・エフェクト ふつうの人が悪魔に変わるとき』鬼澤忍訳　海と月社　2015年（ジンバルドー本人による「スタンフォード監獄実験」の全貌）

## 関連作品
- ドキュメンタリー『本当にあった奇妙な科学実験史』シリーズ シーズン1 第6回（ディスカバリーチャンネル）
- 『Black Box』 - マリオ・ジョルダーノの小説。『es［エス］』『エクスペリメント』の原作となる。
  - 映画『es［エス］』- 原題はDas Experiment（ドイツ語で「実験」の意）。スタンフォード監獄実験の設定を元にした映画。監督オリヴァー・ヒルシュビーゲル。
  - 映画『エクスペリメント』
- 映画『プリズン・エクスペリメント』- スタンフォード監獄実験の史実の映画化。
- 『フランケンシュタインの誘惑 科学史 闇の事件簿』 第4回 「人が悪魔に変わる時 史上最悪の心理学実験」（NHKのドキュメンタリー番組 2016年）